# Hrvatski psihijatrijski dani
Hrvatski psihijatrijski dani, kongresni dani psihijatrije u Hrvatskoj koje organizira Hrvatsko psihijatrijsko društvo. Održavaju se od 2003. godine jednom godišnje. Idejni začetnik Dana je tadašnji predsjednik Društva Ljubomir Hotujac. Prvi su održani 2004. u Rovinju, a ostali u Opatiji. Hrvatska liječnička komora boduje prisustvovanje skupu i aktivno sudjelovanje. Na Danima se održavaju skupštine Hrvatskog psihijatrijskog društva (redovne, izvanredne, izborne), simpoziji, usmeni prikazi. Uz znanstveni dio programa tu su i drugi sadržaji, poput okruglih stolova, predstavljanje knjiga, radionice i dr. Dani imaju svoj stručni i organizacijski odbor, ocjenjivački odbor za najbolje oralne prezentacije, ocjenjivački odbor za najbolje postere, organizacijski odbor Sekcije mladih psihijatara i specijalizanata psihijatrije. Po završetku kongresa proglašava se najbolje prikaze i dodjeljuje godišnje nagrade Hrvatskoga psihijatrijskog društva.